# Coleophora viridicuprella
Coleophora viridicuprella é uma espécie de mariposa do gênero Coleophora pertencente à família Coleophoridae.